# Barkur
Barkur (o Hangarkatta) és una vila del districte d'Udupi a Karnataka capital tradicional del país de Tuluva (Tulunadu).
Fou seu de governadors del Ballala Hoysala de Dorasamudra, jainistes. Al segle xiii els governants locals eren pràcticament independents. Vers el 1250 hi governava Bhutal Pandya. Després de la fundació de Vijayanagar el 1336 el rei Harihara va establir un virrei a Tulavu anomenat Rayaru i hi va construir un fort (vers 1370) així com muralles i un palau. Després de la caiguda de Vijayanagar va acabar passant a mans del raja de Bednor o Bednore i en la lluita el jainisme fou extirpat i Bakur destruïda. Es diu que les ruïnes inclouen fins a 365 temples cap dels quals es pot reconèixer.